# Franco Caraccio
Franco Caraccio (Chacabuco, 16 gennaio 1987) è un calciatore argentino con passaporto italiano, attaccante svincolato.

## Carriera

### Club
Considerato un astro nascente del calcio argentino, Caraccio ha cominciato la sua carriera nelle giovanili del club Arsenal de Sarandì, esordendo nel 2006 nel torneo di Clausura della prima divisione argentina in cui colleziona sei presenze (una nel torneo di Apertura). Gioca una partita anche nella Copa Sudamericana nel 2007.
Nel 28 febbraio 2008 viene ingaggiato dal Houston Dynamo, squadra della Major League Soccer (USA), in cui nonostante i suoi gol e la partecipazione alla Coppa dei Campioni CONCACAF non riesce a stimolare le attenzioni dei grandi club, perdendo così l'opportunità di farsi subito strada come alcuni suoi ex compagni di nazionale (tra cui Mauro Zárate). L'anno successivo finisce a giocare in serie B argentina nel Club Atlético All Boys, in cui non viene valorizzato.
A ottobre 2009 viene tesserato dal Foggia dietro consiglio del direttore sportivo.
Nel team pugliese colleziona poche presenze con prestazioni evanescenti, ma risulta determinante per la vittoria dei play-out segnando il gol finale nell'ultima partita della stagione, che regala l'insperata salvezza alla compagine pugliese. La gioia però viene subito meno poiché dopo il fischio finale, rientrando nei spogliatoi, riceve la brutta notizia della scomparsa del padre.
Nel gennaio 2011 firma per la C.A.I., squadra della Primera B Nacional, la serie B del calcio argentino.
A settembre 2011 trova l'accordo con la Vibonese, club di Lega Pro Seconda Divisione, facendo il suo ritorno in Italia dopo l'esperienza passata con il Foggia.
Nel 2012 dopo un'esperienza col Città di Marino, passa a dicembre nelle file del Mezzocorona. Inizia la stagione 2014/2015 nelle file del Sorrento, per poi passare, durante il mercato di riparazione, nel Potenza F.C. dove colleziona 15 presenze e 3 reti .
Nel gennaio del 2017 passa alla compagine ligure dell'Unione Sportiva Sestri Levante per dar manforte all'attacco rossoblu andando subito a segno alla prima partita disponibile del Campionato di Serie D contro il Valdinievole a Montecatini.

### Nazionale
Nel 2006 è stato convocato nella nazionale argentina Under 20 con cui ha collezionato alcune presenze ed un gol contro la Repubblica Ceca. Caraccio ha descritto questa esperienza come la più bella avuta finora nel calcio.

## Palmarès

### Club

#### Competizioni internazionali
- Coppa Sudamericana: 1

Arsenal Sarandí: 2007